# Diocesi di Kikwit
La diocesi di Kikwit (in latino Dioecesis Kikuitensis) è una sede della Chiesa cattolica nella Repubblica Democratica del Congo suffraganea dell'arcidiocesi di Kinshasa. Nel 2021 contava 2.967.330 battezzati su 5.288.670 abitanti. È retta dal vescovo Timothée Bodika Mansiyai, P.S.S.

## Territorio
La diocesi comprende la città di Kikwit e, in tutto o in parte, i territori di Bulungu, Gungu e Masi-Manimba nella provincia di Kwilu, e quelli di Feshi e di Kahemba nella provincia di Kwango, nella Repubblica Democratica del Congo.
Sede vescovile è la città di Kikwit, dove si trova la cattedrale di San Francesco Saverio.
Il territorio si estende su circa 73.000 km² ed è suddiviso in 55 parrocchie.

## Storia
La missione sui iuris di Koango (o Kwango) fu eretta l'8 aprile 1892, con il decreto Iam anno 1888 della Congregazione di Propaganda Fide, ricavandone il territorio dal vicariato apostolico del Congo belga (oggi arcidiocesi di Kinshasa).
Il 31 gennaio 1903 la missione sui iuris fu elevata a prefettura apostolica.
Nel marzo del 1921 si ampliò in virtù del breve In hac sublimi di papa Benedetto XV, incorporando una parte del territorio che era appartenuto al vicariato apostolico del Kasai superiore (oggi arcidiocesi di Kananga).
Il 28 marzo 1928 la prefettura apostolica fu elevata a vicariato apostolico con il breve Aucto pastorum di papa Pio XI.
Il 1º aprile 1931 e il 13 aprile 1937 cedette porzioni del suo territorio a vantaggio dell'erezione rispettivamente del vicariato apostolico di Kisantu (oggi diocesi), a cui cedette un'altra porzione di territorio il 28 gennaio 1935, e della prefettura apostolica di Ipamu (oggi diocesi di Idiofa).
Il 24 maggio 1950 cedette un'altra piccola porzione di territorio al vicariato apostolico di Léopoldville (oggi arcidiocesi di Kinshasa).
Il 21 febbraio 1955 cambiò nome in favore di vicariato apostolico di Kikwit.
Il 5 luglio 1957 cedette un'ulteriore porzione di territorio a vantaggio dell'erezione della prefettura apostolica di Kenge (oggi diocesi).
Il 10 novembre 1959 il vicariato apostolico è stato elevato a diocesi con la bolla Cum parvulum di papa Giovanni XXIII.

## Cronotassi dei vescovi
Si omettono i periodi di sede vacante non superiori ai 2 anni o non storicamente accertati.
- Julien Banckaert, S.I. † (26 gennaio 1903 - 13 dicembre 1911 dimesso)
- Stanislao de Vos, S.I. † (13 dicembre 1911 - 28 marzo 1928 dimesso)
- Sylvain van Hee, S.I. † (28 marzo 1928 - 20 febbraio 1936 dimesso)
- Henri Van Schingen, S.I. † (23 dicembre 1936 - 2 luglio 1954 deceduto)
- André Lefèbvre, S.I. † (25 febbraio 1955 - 29 novembre 1967 dimesso[4])
- Alexander Mbuka-Nzundu † (29 novembre 1967 - 14 ottobre 1985 deceduto)
- Edouard Mununu Kasiala, O.C.S.O. † (10 marzo 1986 - 19 novembre 2016 ritirato)
- Timothée Bodika Mansiyai, P.S.S., dal 19 novembre 2016

## Statistiche
La diocesi nel 2021 su una popolazione di 5.288.670 persone contava 2.967.330 battezzati, corrispondenti al 56,1% del totale.
| anno | popolazione | popolazione | popolazione | presbiteri | presbiteri | presbiteri | presbiteri                | diaconi | religiosi | religiosi | parrocchie |
| anno | battezzati  | totale      | %           | numero     | secolari   | regolari   | battezzati per presbitero | diaconi | uomini    | donne     | parrocchie |
| ---- | ----------- | ----------- | ----------- | ---------- | ---------- | ---------- | ------------------------- | ------- | --------- | --------- | ---------- |
| 1950 | 213.821     | 852.031     | 25,1        | 93         | 21         | 72         | 2.299                     |         | 139       | 120       | 4          |
| 1970 | 623.375     | 1.220.000   | 51,1        | 136        | 32         | 104        | 4.583                     |         | 200       | 300       | 32         |
| 1980 | 787.678     | 1.499.000   | 52,5        | 124        | 29         | 95         | 6.352                     |         | 163       | 198       | 48         |
| 1988 | 1.800.000   | 2.367.000   | 76,0        | 151        | 58         | 93         | 11.920                    |         | 198       | 218       | 48         |
| 1999 | 1.601.771   | 2.652.920   | 60,4        | 154        | 81         | 73         | 10.401                    |         | 182       | 343       | 50         |
| 2000 | 2.002.214   | 3.316.150   | 60,4        | 145        | 84         | 61         | 13.808                    |         | 236       | 329       | 52         |
| 2001 | 2.000.340   | 3.489.114   | 57,3        | 148        | 94         | 54         | 13.515                    |         | 157       | 289       | 52         |
| 2002 | 1.920.099   | 3.640.000   | 52,7        | 147        | 95         | 52         | 13.061                    |         | 157       | 285       | 52         |
| 2003 | 1.850.000   | 3.686.400   | 50,2        | 143        | 89         | 54         | 12.937                    |         | 165       | 298       | 52         |
| 2004 | 2.004.852   | 3.809.220   | 52,6        | 154        | 100        | 54         | 13.018                    |         | 169       | 395       | 52         |
| 2006 | 2.478.785   | 3.995.896   | 62,0        | 158        | 102        | 56         | 15.688                    |         | 170       | 396       | 52         |
| 2013 | 2.508.898   | 4.869.000   | 51,5        | 168        | 115        | 53         | 14.933                    |         | 139       | 378       | 53         |
| 2016 | 2.528.205   | 4.397.805   | 57,5        | 179        | 125        | 54         | 14.124                    |         | 155       | 379       | 53         |
| 2019 | 2.788.000   | 4.833.000   | 57,7        | 192        | 138        | 54         | 14.520                    |         | 155       | 379       | 53         |
| 2021 | 2.967.330   | 5.288.670   | 56,1        | 179        | 129        | 50         | 16.577                    |         | 142       | 480       | 55         |